# Блаже Конески
Блаже Конески (Небрегово, код Прилепа, 19. децембар 1921 — Скопље, 7. децембар 1993) био је утемељивач и један од кодификатора македонског књижевног језика и виђени књижевник, културни и јавни радник: песник, прозаиста, есејиста, историчар књижевности, филолог и лингвиста, предавач и професор на Филозофском факултету у Скопљу.

## Биографија
Рођен је у селу Небрегово близу Прилепа, у српској породици као Благоје Љамевић. Припада роду Љамевци чија је крсна слава Никољдан. Његов стриц је био познати српски четнички војвода у Старој Србији, Глигор Соколовић. 
У основну школу је кренуо у родном месту а завршио је у Прилепу, где је завршио и нижу гимназију. Као најбољи ученик добија стипендију и уписује вишу гимназију у Крагујевцу. Након завршетка гимназије, као Благоје Коневић, уписује Медицински факултет у Београду. Међутим, после првог семестра напушта студије медицине и уписује филологију. Због почетка Другог светског рата напушта Југославију и наставља студије филологије у Софији. 
Након ослобођења, активно се укључује у стандардизовање македонског језика. Саставио је правопис македонског књижевног језика, а такође је био уредник Речника македонског језика. Оснивач је студија македонистике на Скопском универзитету (од 1958. до 1960. је био ректор овог универзитета). Од 1967. је члан Македонске академије наука и уметности (МАНУ) и њен је први председник (до 1975). Такође је био члан македонског ПЕН центра, и члан Друштва писаца Македоније (ДПМ) од 1947. године и његов први председник.
Био је члан и САНУ.
Радио је и као уредник књижевних часописа „Нов Ден“ и „Македонски јазик“.
Блаже Конески је кључна фигура за развој македонског језика, али је значајан и у међународним оквирима. Био је члан академија наука и уметности у Загребу, Београду, Сарајеву, Чикагу и Лођу и почасни доктор на универзитетима у Чикагу, Кракову и Скопљу. Његова дела су преведена на српски, словеначки, албански, турски, мађарски, француски, руски, италијански, грчки, пољски, румунски, немачки и енглески језик.
По њему се зове Филолошки факултет Универзитета у Скопљу.

## Награде
Награде и признања:
- „11 Октомври“
- „Браќа Миладиновци“
- „Ацо Шопов“
- Хердеровата награда
- Његошевата награда
- Награда АВНОЈ-а
- „Златен венец“ на Струшките вечери на поезијата,
- „Скендер Куленовиќ“
- Награда Савеза писаца Совјетског Савеза
- Награда за књижевни опус „Мисла“
- Рациново признање
- „13 Ноември“

## Дела
- Земјата и љубовта (поезија, 1948)
- Македонски правопис со правописен речник (са Крумом Тошевим, 1950)
- Граматика на македонскиот литературен јазик (први део, 1952)
- За македонскиот литературен јазик (1952)
- Песни (1953)
- Граматика на македонскиот литературен јазик (други део, 1954)
- Везилка (поезија, 1955)
- Лозје (1955)
- Речник на македонскиот јазик (1961)
- Песни (1963),
- Историја на македонскиот јазик (1965)
- Речник на македонскиот јазик (књига друга, 1965)
- Речник на македонскиот јазик (књига трећа, 1966)
- Стерна (поезија, 1966)
- Ракување (1969)
- Јазикот на македонската народна поезија (1971)
- Беседи и огледи (1972)
- Записи (поезија, 1974)
- Стари и нови песни (1979)
- Места и мигови (поезија, 1981)
- Чешмите (поезија, 1984)
- Македонскиот 19. век, јазични и книжевно-историјски прилози (1986)
- Ликови и теми (есеји, 1987)
- Послание (поезија, 1987)
- Тиквешки зборник (студија, 1987)
- Средба во рајот (поезија, 1988)
- Црква (поезија, 1988)
- Дневник по многу години (проза, 1988)
- Златоврв (поезија, 1989)
- Поезија (Константин Миладинов) (1989)
- Сеизмограф (поезија, 1989)
- Македонски места и теми (есеји, 1991),
- Небесна река (песме и препеви, 1991),
- Светот на легендатата и песната (есеји и прилози, 1993),
- Црн овен (поезија, 1993)